# Dorcadion tauricum
Dorcadion tauricum es una especie de escarabajo longicornio de la subfamilia Lamiinae. Fue descrita científicamente por Waltl en 1838.
Se distribuye por Bulgaria, Grecia, Ucrania, Rumania, Serbia y Turquía. Mide 13,5-16 milímetros de longitud. El período de vuelo ocurre en los meses de abril y mayo.